# العزيقية (بجيل)

تعديل مصدري - تعديل

العزيقية محلة تابعة لقرية بجيل، التابعة لعزلة الوزيرة بمديرية فرع العدين إحدى مديريات محافظة إب في الجمهورية اليمنية، بلغ تعداد سكانها 20 حسب تعداد اليمن لعام 2004.